# 臺灣詩乘
《臺灣詩乘》為連橫於1921年編纂、1922年出版的臺灣古典詩集，整理了鄭成功攻臺到乙未割臺期間的詩歌、歷史。

## 歷史
連橫於1921年出版《臺灣通史》後，同年完成了《臺灣詩乘》，加以整理、論述蒐集的臺灣史料中與古典詩有關的內容而成，於翌年出版。1960年，臺灣銀行經濟研究室將其收錄為《臺灣文獻叢刊》第64種。1992年，臺灣省文獻委員會編印《連雅堂先生全集》，亦將其收錄。

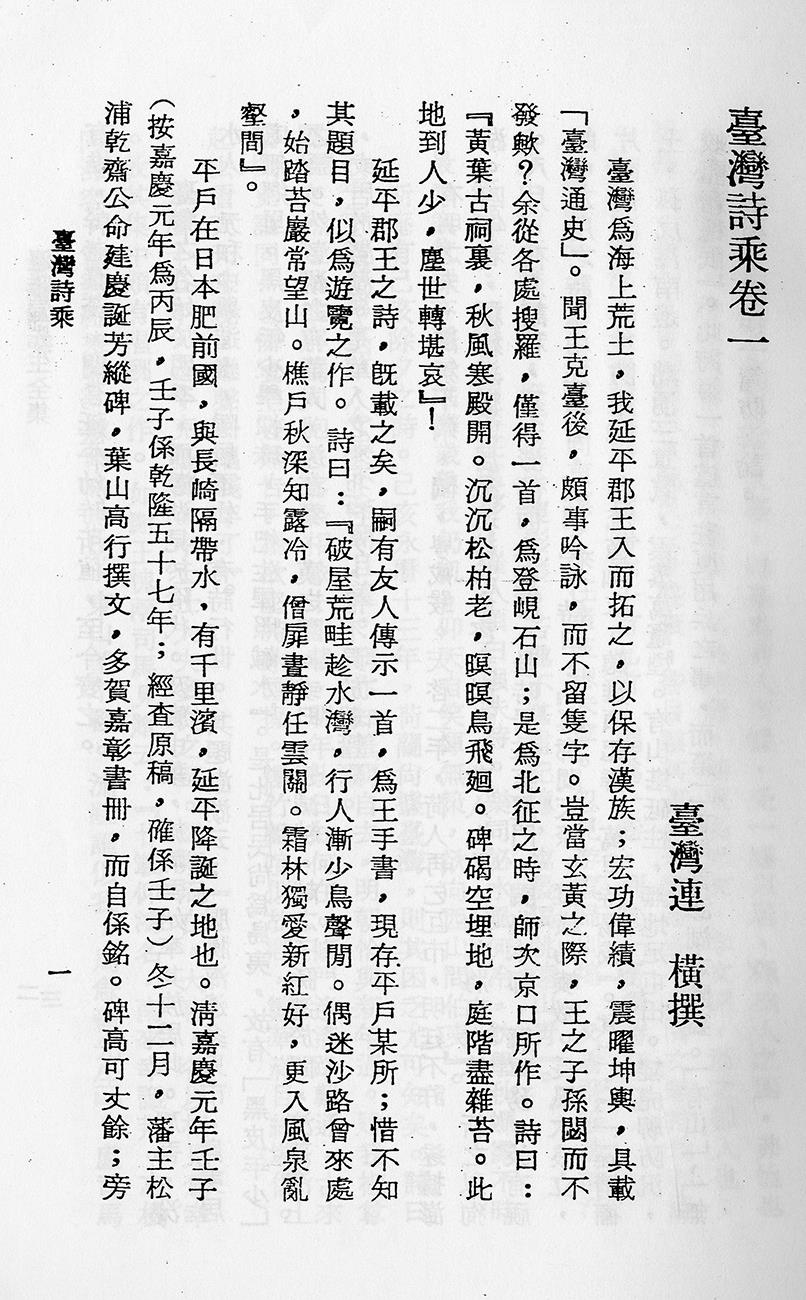
《臺灣詩乘》卷一內頁。

## 成書背景
連橫在《臺灣詩乘》的序言表示，台灣是海上荒蕪之地，祖先來此開墾，創業維艱，因此沒有詩歌。直到清朝統治後，政權更替，官員、知識分子等人才開始書寫詩歌。他認為「詩則史也，史則詩也」，感受到了「無史之痛」，故編撰此書，期望本書所蒐集的詩歌和歷史，可以振奮人心、團結群眾。如連橫在自序末所說：「讀此編者，其亦有感於變風、變雅之會也歟！」:1-5

## 內容
《臺灣詩乘》共分為六卷，按時間順序記載了從鄭成功攻臺到乙未割臺期間的詩歌及歷史，記錄重大歷史事件，如朱一貴事件、林爽文事件等，包含對台灣風土民情、自然景觀的描寫，及原住民族語言、風俗的記錄。
《臺灣詩乘》採用類似「詩話」的筆記體裁，然而「詩話」主要從文學性角度評論詩歌作品的優劣，特意命名為「詩乘」，是為突顯「以詩述史」的特性。全書約十六萬字，共收錄251位詩人、1109首詩，收錄標準為「乃集古今之詩，刺其有繫台灣者編而次之」。

## 評價
《臺灣詩乘》是第一本相對完整的臺灣古典詩集，對臺灣民族精神發揚有重要貢獻，也為後續台灣詩集的編纂奠定了基礎。而對於現代研究者來說，本書是臺灣古典詩和歷史研究的重要史料，不僅記錄了臺灣詩歌的發展脈絡，也反映了社會文化的變遷。

## 外部連結
- 台灣詩乘 - 台灣大百科全書 （页面存档备份，存于）（页面存档备份，存于）  -  臺灣主題
  -  歷史主題